# 陡生杜鹃
陡生杜鹃（学名：Rhododendron declivatum）为杜鹃花科杜鹃花属下的一个种。

## 扩展阅读
- 維基物種上的相關：陡生杜鹃